# Opuntia pittieri
Opuntia pittieri är en kaktusväxtart som beskrevs av Nathaniel Lord Britton och Joseph Nelson Rose. Opuntia pittieri ingår i släktet fikonkaktusar, och familjen kaktusväxter. Inga underarter finns listade i Catalogue of Life.